# Pietro da Porlezza

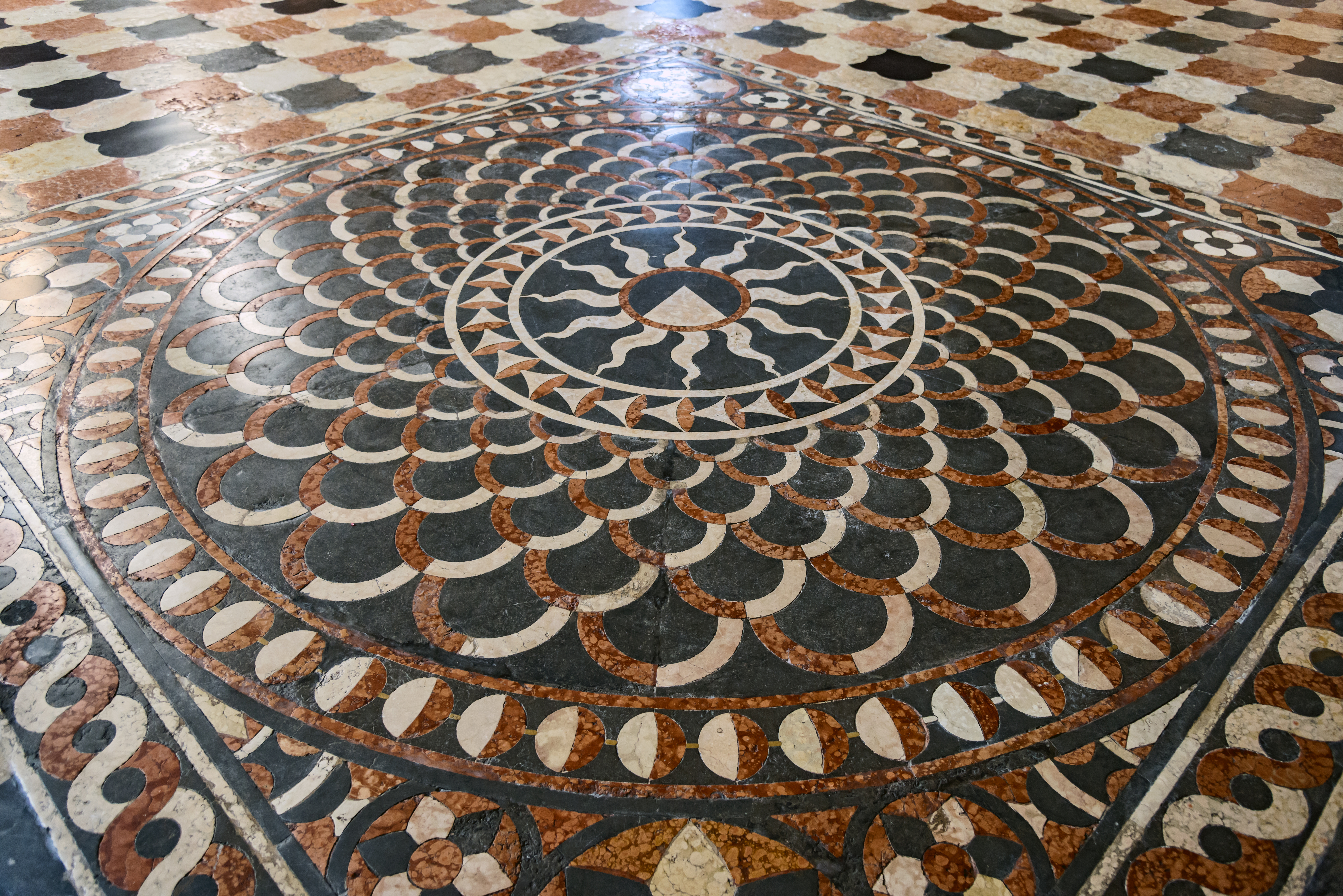
Verona, Basilica di Santa Anastasia, particolare del pavimento iniziato nel 1462 su progetto di Pietro da Porlezza, con al centro lo stemma dell'ordine domenicano.

Pietro da Porlezza (XV secolo) è stato uno scultore italiano.

## Biografia
Noto anche come Pietro Da Castello (cognome di famiglia) o Pietro Da Castello di Porlezza, fu uno scultore originario di Porlezza, attivo a Verona con bottega dal 1433.
I suoi figli Francesco e Michele seguirono le orme del padre, diventando architetti e scultori.

## Opere
- Pavimento della Basilica di Santa Anastasia, Verona, 1462[1]
- Loggia del palazzo del Capitanio, 1476[3]
- Statue Trinità, Annunciazione (angelo e Maria), Cappella Manzini, Basilica di Santa Anastasia, Verona, 1484[1]
- Fascia in marmo scolpito della pala d'altare, Cappella Manzini, Basilica di Santa Anastasia, Verona, 1485[4][5]